# Tillandsia 'Duvalii'
Tillandsia 'Duvalii' es un  cultivar híbrido del género Tillandsia perteneciente a la familia  Bromeliaceae.
Es un híbrido creado en el año 1899 con las especies Tillandsia lindenii × Tillandsia  cyanea